# Jameson (Washington)
Jameson az Amerikai Egyesült Államok északnyugati részén, Washington állam Douglas megyéjében elhelyezkedő kísértetváros.
Jameson postahivatala 1906 és 1912 között működött. A település nevét egy telepesről kapta.

## Fordítás
Ez a szócikk részben vagy egészben  a   Jameson, Washington című angol Wikipédia-szócikk ezen változatának fordításán alapul.  Az eredeti cikk szerkesztőit annak laptörténete sorolja fel. Ez a jelzés csupán a megfogalmazás eredetét és a szerzői jogokat jelzi, nem szolgál a cikkben szereplő információk forrásmegjelöléseként.